# Guibourtia conjugata
Guibourtia conjugata är en ärtväxtart som först beskrevs av Carl August Bolle, och fick sitt nu gällande namn av J.Leonard. Guibourtia conjugata ingår i släktet Guibourtia och familjen ärtväxter. Inga underarter finns listade i Catalogue of Life.